# Messier 56
Messier 56 (také M56 nebo NGC 6779) je kulová hvězdokupa v souhvězdí Lyry. Objevil ji Charles Messier 23. ledna 1779. Hvězdokupa je od Země vzdálená přibližně 30 700 světelných let
a její skutečný průměr je okolo 85 světelných let.

## Pozorování

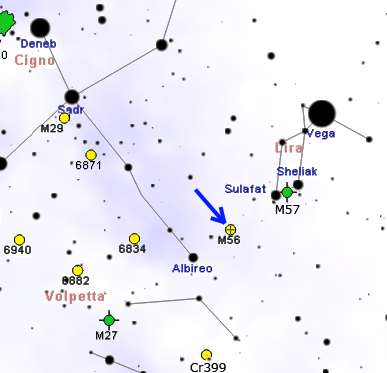
Poloha M 56 v souhvězdí Lyry.

M56 je možné velmi snadno nalézt zhruba uprostřed spojnice hvězd Albireo (β Cygni) a Sulafat (γ Lyrae). Při průzračně tmavé obloze je možné ji vyhledat i triedrem 10x50, ale pouze obtížně. V dalekohledu o průměru 114 mm má kulatý tvar a mlhavý vzhled a za velmi příznivých podmínek je možné se pokusit o její rozložení na jednotlivé hvězdy i s dalekohledem o průměru 150 mm. Přístroje s průměrem 300 mm ji dokážou při velkém zvětšení snadno rozložit na desítky hvězd.
6° severozápadně od hvězdokupy leží jasná planetární Prstencová mlhovina.
Hvězdokupu je možné snadno pozorovat z obou zemských polokoulí, protože má nepříliš velkou severní deklinaci. Na severní polokouli je velmi dobře pozorovatelná, protože tam během letních nocí vychází vysoko na oblohu, zatímco na jižní polokouli v oblastech více vzdálených od rovníku vychází pouze nízko nad severní obzor. Přesto je tedy pozorovatelná ze všech obydlených oblastí Země. Nejvhodnější období pro její pozorování na večerní obloze je od června do listopadu.

## Historie pozorování
Hvězdokupu objevil Charles Messier 23. ledna 1779 a popsal ji takto: "málo jasná mlhovina bez hvězd." Jednotlivé hvězdy v ní poprvé rozeznal William Herschel, který ji pozoroval opakovaně a různými dalekohledy. V roce 1783 napsal, že při pohledu dalekohledem s ohniskovou délkou 7 stop má silné podezření, že obsahuje hvězdy, a delší dalekohled dlouhý 10 stop při 350 násobném zvětšení ukáže hvězdy, které jsou ovšem příliš zhuštěné a slabé, než aby se daly spočítat.
Později ji popsal jako kulovou hvězdokupu obsahující velmi nahuštěné hvězdy a s průměrem 4 nebo 5'. William Parsons poznamenal, že některé její hvězdy tvoří řetězce, které vybíhají od středu směrem ven.

## Vlastnosti
M56 je od Země vzdálena 30 700 světelných let, takže její úhlová velikost 8,8' odpovídá skutečnému průměru přibližně 85 světelných let. Patří mezi méně jasné kulové hvězdokupy, zejména proto, že jí na rozdíl od většiny kulových hvězdokup chybí jasné jádro. Ačkoli se nachází ve velké vzdálenosti od Země, není příliš těžké rozložit ji na jednotlivé hvězdy.
Její nejjasnější hvězdy jsou 13. magnitudy a celkem obsahuje pouze asi tucet proměnných hvězd. Hvězdokupa se směrem k Zemi přibližuje rychlostí kolem 136 km/s.